# Кведа-Циплаваке
Кведа-Циплаваке (груз. ქვედა წიფლავაკე) — село в Грузии, на территории Зестафонского муниципалитета края (мхаре) Имеретия.

## География
Село находится в западной части Грузии, на правом берегу реки Дзирула, на расстоянии приблизительно 4 километров (по прямой) к востоко-северо-востоку от города Зестафони, административного центра муниципалитета. Абсолютная высота — 439 метров над уровнем моря.

## Население
По результатам официальной переписи населения 2014 года, в Кведа-Циплаваке проживало 280 человек (148 мужчин и 132 женщины). В национальной структуре населения грузины составляли 100 %.
| Год  | Население, человек |
| ---- | ------------------ |
| 2002 | 460                |
| 2014 | ↘ 280              |